# Nikolaus Rothmühl
Nikolaus Rothmühl, egentligen Nachmann Rothmühl, född 24 mars 1857 i Warszawa i dåvarande Kongresspolen, död 24 maj 1926 i Berlin, var en polsk-tysk operasångare (hjältetenor) och sångpedagog.
Rothmühl var son till en fabrikör och arbetade ursprungligen som asfaltläggare. 1877 blev han elev hos musikläraren Josef Gänsbacher i Wien, där han debuterade på operan 1881. 1882 uppträdde han på Semperoper i Dresden och blev 1882 efterträdare till Albert Niemann vid Berlins stadsopera, vid vilken han var aktiv fram till 1893. Fram till 1905 gästspelade han på flera av Tysklands främsta operahus, och besökte även USA, Nederländerna och Sverige. Han hade fast engagemang vid Theater des Westens till dess han 1907 tillträdde som lärare vid Sternska konservatoriet i Berlin.